# Jonecu Miva
Jonecu Miva (米津 美和; Hepburn: Yonetsu Miwa) (Oszaka prefektúra, 1979. december 4. –) japán válogatott labdarúgó.

## Klub
2004 és 2011 között a INAC Kobe Leonessa csapatában játszott. 129 bajnoki mérkőzésen lépett pályára és 62 gólt szerzett. 2011-ben vonult vissza.

## Nemzeti válogatott
2009-ben debütált a japán válogatottban. A japán válogatottban 2 mérkőzést játszott.

## Statisztika
| Japán válogatott | Japán válogatott | Japán válogatott |
| Időszak          | Mérk.            | gól              |
| ---------------- | ---------------- | ---------------- |
| 2009             | 2                | 0                |
| Összesen         | 2                | 0                |

## Sikerei, díjai
Klub
- Japán bajnokság: 2011